# Nebesa
Nebesa (németül Himmelreich korábban Egrisch Reuth) Aš településrésze Csehországban a Karlovy Vary-i kerület Chebi járásában. Korábban önálló község volt.

## Fekvése
Az Aši-kiszögellésben Aš-tól 3 km-re délkeletre fekszik. Területének nagy részét erdő borítja.

## Története
Német telepesek alapították. 1598-ban említik elsőként. Megerősített katonai táborát a hétéves háború idején 1759-ben hozták létre. 1759. május 8-án a hétéves háború egyik ütközetének helyszíne. A községbe vezető, egykori rossz állapotú útjáról Goethe is említést tett. 1930-ban 19 lakóházában 152 lakos élt. 1946-ban német nemzetiségű lakosságát kitelepítették. Lakosainak száma folyamatosan csökken.

## Lakossága
| Év            | 1850 | 1930 | 1947 | 1961 | 1970 | 2001 |
| ------------- | ---- | ---- | ---- | ---- | ---- | ---- |
| Lakosok száma | 104  | 152  | 72   | 58   | 30   | 13   |

## Nevezetességek
- A Szűz Mária tiszteletére szentelt római katolikus kápolnát 1907-ben építették.

## Fordítás
- Ez a szócikk részben vagy egészben a Nebesa (Aš) című cseh Wikipédia-szócikk ezen változatának fordításán alapul.  Az eredeti cikk szerkesztőit annak laptörténete sorolja fel. Ez a jelzés csupán a megfogalmazás eredetét és a szerzői jogokat jelzi, nem szolgál a cikkben szereplő információk forrásmegjelöléseként.